# José Maria Cuenco

José Maria Cuenco

José Maria Diosomito Cuenco (* 19. Mai 1885 in Carmen, Cebu; † 8. Oktober 1972) war ein philippinischer römisch-katholischer Geistlicher, der zwischen 1951 und 1952 erster Erzbischof von Jaro war.

## Leben
José Maria Diosomito Cuenco, ältestes Kind des Journalisten Mariano Albao Cuenco und dessen Ehefrau Remedios Diosomito, absolvierte zunächst ein grundständiges Studium an der Escuela de Latinidad des Colegio de San Juan de Letran und schloss dieses 1905 mit einem Master of Arts (M.A.) sowie 1907 mit einem Doctor of Philosophy (Ph.D.) ab. Ein Studium der Rechtswissenschaften am Colegio-Seminario de San Carlos beendete er 1907 mit einem Bachelor of Laws (LL.B.) ab. Danach war er zwischen 1907 und 1910 Dozent an der Cebu Provincial High School. Nach einem postgradualem Studium der Rechtswissenschaften an der Santa Clara University sowie der Georgetown University erwarb er einen Doktor der Rechte. Er verzichtete auf eine juristische Laufbahn und besuchte stattdessen ein Priesterseminar.

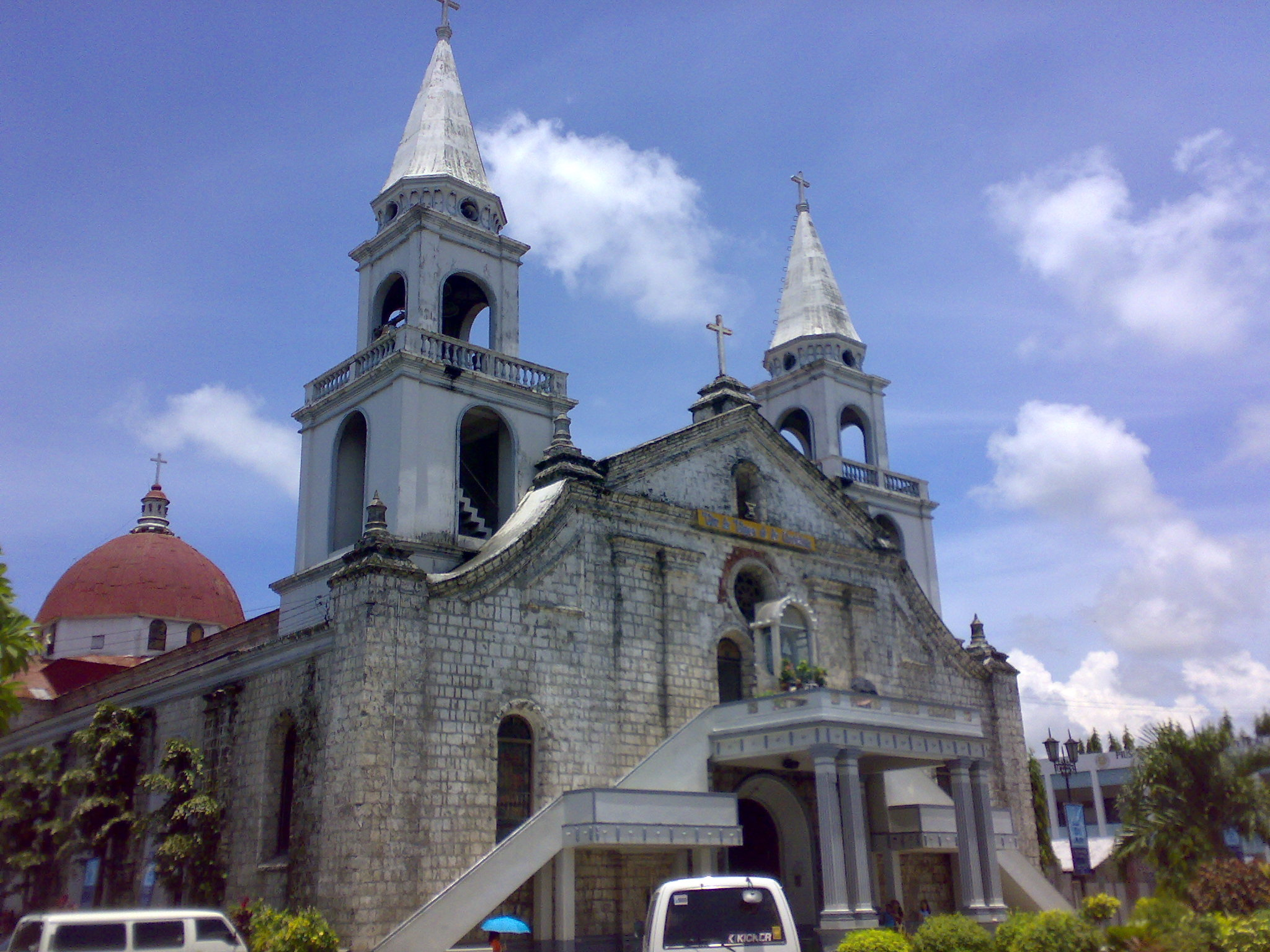
Kathedrale St. Elizabeth of Hungary in Jaro

Cuenco empfing am 11. Juni 1914 die Priesterweihe und war danach als Priester tätig. 1925 wurde er Generalvikar des Bistums Cebu und 1933 Priester der neu gegründeten Gemeinde Santo Rosario in Cebu City. Am 24. Juni 1915 gründete er den Boletin Catolico, der bis 1942 27 Jahre lang ohne Unterbrechung die einzige katholische Zeitung in der Region Mindanao und Visayas war. Am 22. November 1941 wurde er zum Weihbischof des Bistums Jaro ernannt. Zugleich erfolgte als Nachfolger von Justin Cawet seine Ernennung zum Titularbischof von Hemeria. Als solcher empfing er am 27. Dezember 1942 von Guglielmo Piani SDB, dem Titularerzbischof von Nicosia, die Bischofsweihe, an der der Titularbischof von Limisa Cesare Marie Guerrero und der Bischof von Lingayen Mariano Madriaga SVD als Co-Konsekratoren teilnahmen.
Als Nachfolger von James Paul McCloskey wurde Cuenco am 24. November 1945 zum Bischof von Jaro ernannt. Nach Erhebung des Bistums zum Erzbistum wurde er am 29. Juni 1951 erster Erzbischof von Jaro und bekleidete dieses Amt bis zu seinem Tode am 8. Oktober 1972, woraufhin Jaime Lachica Sin seine Nachfolge antrat. In dieser Zeit war er während der ersten Sitzungsperiode (11. Oktober bis 8. Dezember 1962), der dritten Sitzungsperiode (14. September bis 21. November 1964) sowie der vierten Sitzungsperiode (14. September bis 8. Dezember 1965) Konzilsvater des Zweiten Vatikanischen Konzils. Er spendete am 28. Mai 1952 die Bischofsweihe an Antonio José Frondosa. Am 22. März 1958 spendete er zudem die Priesterweihe an Alberto Jover Piamonte, der von 1986 bis 1988 ebenfalls Erzbischof von Jaro war.
José Maria Cuenco war der ältere Bruder des Politikers Mariano Cuenco, der unter anderem Senator und Präsident des Senats der Philippinen war.

## Veröffentlichungen
- English-Visayan Dictionary, Mitautor Mariano Cuenco, 1920
- English-Visayan Dictionary, Mitautor Mariano Cuenco, 1927
- Memorias de un refugiado, Catholic Publishing House, 1947
- Impresiones de un viajero: viaje por varios paises 1958, Catholic Publishing House, 1960